# ألفارو غيل روبلس
ألفارو غيل روبلس (Álvaro Gil-Robles) مواليد 9 سبتمبر 1944 بلشبونة، البرتغال، هو محام وسياسي وناشط في الدفاع عن حقوق الإنسان، وهو أول مفوض حقوق الإنسان في المجلس الأوروبي من 15 أكتوبر 1999 إلى 31 مارس 2006 وخلفه توماس هامربرغ
، وهو ابن خوسيه ماريا غيل روبلس، رئيس الاتحاد الأسباني لحقوق الحكم الذاتي التي ساهمت في دعم الجنرال فرانسيسكو فرانكو عام 1936. ولد في البرتغال ولكنه درس في إسبانيا:
- دكتوراه في القانون.
- أستاذ القانون الإداري في جامعة كومبلوتنس بمدريد.
- محام لدى المحكمة الدستورية (من 1980 إلى 1983).
- رئيس اللجنة الإسبانية لمساعدة اللاجئين (1998).
- رئيس منتدى الاندماج الاجتماعي للمهاجرين.

شارك في عام 1981 في صياغة مشروع قانون حول صلاحيات أمين المظالم الإسبانية والذي يعرف إلى الآن باسم أمين المظالم. وتولى من عام 1983 إلى عام 1993 منصب أمين المظالم في إسبانيا.
زار مؤسسات عامة من 2000 إلى 2005 في مختلف البلدان (اُنظر القائمة أسفله) وأشار إلى انتهاكات حقوق الإنسان في تقاريره التي قدمها إلى حكومات هذه البلدان أملا في تحسينها في المستقبل.
- جورجيا - مولدوفا
- أندورا - النرويج - سلوفاكيا - فنلندا - بلغاريا
- اليونان - المجر - رومانيا - بولندا
- التشيك - سلوفينيا - البرتغال - تركيا - قبرص - لتوانيا - لاتفيا - مالطا - إستونيا
- لوكسمبورغ - الدانمارك - السويد - كرواتيا - روسيا - سويسرا - ليختنشتاين
- إسبانيا - إيطاليا - آيسلندا - كوسوفو